# Las Delicias (Sonora)
Las Delicias es un ejido del municipio de Banámichi ubicado en el centro del estado mexicano de Sonora, en la zona oeste de la Sierra Madre Occidental y cercano a la afluencia río Sonora por esa región. El ejido es la segunda localidad más habitada del municipio, ya que según los datos del Censo de Población y Vivienda realizado en 2020 por el Instituto Nacional de Estadística y Geografía (INEGI), Las Delicias tiene un total de 167 habitantes. Se fundó por resolución presidencial el 30 de abril de 1934 como un ejido dotado de 136 hectáreas que beneficiaban a 35 campesinos capacitados en el uso de la agricultura.